# Hirondelle à collier
Riparia cincta
Genre
Espèce
Statut de conservation UICN

 LC  : Préoccupation mineure
L'Hirondelle à collier (Neophedina cincta) est une espèce de passereaux de la famille des Hirundinidae.

## Aire de répartition
Cet oiseau vit en Afrique subsaharienne (rare en Afrique de l'Ouest).
Elle a été observée accidentellement en Égypte, en Mauritanie, au Sénégal, en Gambie, au Sierra Leone, au Burkina Faso, au Niger, à Sao Tomé-et-Principe, en Somalie et au Yémen.

## Sous-espèces
Selon la classification de référence du Congrès ornithologique international (14.2, 2024) elle se répartit en cinq sous-espèces :
- N. cincta erlangeri (Reichenow, 1905) — hauts plateaux abyssins
- N. cincta suahelica (Someren, 1922) — du Soudan du Sud au nord du Zimbabwe
- N. cincta parvula (Amadon, 1954) — nord de l'Angola, sud-ouest de la RDC et nord-ouest de la Zambie
- N. cincta xerica (Clancey & Irwin, 1966) — Angola, nord de la Namibie et du Botswana
- N. cincta cincta (Boddaert, 1783) — Afrique australe